# Elham Amar
Pour les articles homonymes, voir Amar.
Elham Amar (anciennement Elham Abdrlauf) est un joueur d'échecs norvégien né le 2 juin 2005, vainqueur de deux tournois internationaux en 2023.
Au 1er septembre 2019, il est le septième joueur norvégien avec un classement Elo de 2 558 points.

## Biographie et carrière
En juillet 2023, il finit troisième du championnat de Norvège d'échecs.
En août 2023, Amar remporte l'open de l'université technique de Riga, l'open de Barcelone faisant partie du Circuit FIDE 2023.
Il finit sixième du championnat du monde d'échecs junior en 2023, avec 8 points sur 11 et troisième (médaille de bronze) du championnat d'Europe des moins de 18 ans.
Il a représenté la Norvège lors du championnat d'Europe d'échecs des nations de 2023, marquant 3,5 points sur 8 au troisième échiquier.
Il arrive troisième du championnat du monde d'échecs junior en 2025